# Lavínia Vlasak
Lavínia Gutmann Vlasak (sinh ngày 14 tháng 6 năm 1976) là một nữ diễn viên và là một cựu người mẫu người Brazil.

## Tiểu sử
Vlasak sinh ra ở Rio de Janeiro, con gái của Giám đốc tài chính Robert Vlasak và nội trợ Eugênia Gutmann. Tên họ Vlasak có nguồn gốc từ Séc. Nó đến từ ông nội của cô, tuy nhiên, được sinh ra ở Áo. Ngoài ra, Lavínia có tổ tiên người Đức từ cả cha và mẹ.
Năm 1980, cô chuyển đến Hoa Kỳ khi cha cô, người làm việc cho một tập đoàn đa quốc gia, được chuyển đến đó. Cô sống bên ngoài Brazil từ 4 đến 7 tuổi và do đó biết chữ tiếng Anh. Chỉ sau bảy năm, khi trở về Brazil, cô đã học tiếng Bồ Đào Nha. Khi Vlasak trở lại, cô học tại trường Anh ở Rio de Janeiro. Chương trình giảng dạy của trường có thể tập trung vào giáo dục nghệ thuật, nơi cô bắt đầu quan tâm đến nghề diễn xuất. Ngay từ sớm, cô đã lắng nghe giáo viên và hiểu mình sẽ thành một người biểu diễn xuất sắc.

## Nghề nghiệp
Cô bắt đầu cuộc sống chuyên nghiệp của mình với khởi đầu làm việc như một người mẫu. Sự nghiệp của cô bắt đầu như sự áp đặt thuần túy của người cha, người đã gây ấn tượng với một vài bức ảnh của con gái, sau đó khi cô 15 tuổi, bắt buộc cô phải làm một cuốn sách lịch. Lavinia vẫn cố gắng tranh luận vô ích, nói rằng thực sự muốn làm báo, bởi vì cả hai đã nghiên cứu chỉ là một người mẫu nhưng không có sự thay thế nào khác. Sau đó, cuộc tranh luận đã không bao giờ dừng lại, và cha cô tài trợ số tiền cho nghề này như một nữ diễn viên.
Năm 16 tuổi, cô kết hôn với người bạn trai đầu tiên của mình, nam diễn viên Jorge Pontual và ở bên nhau được 5 năm. Anh học diễn xuất tại Nhà nghệ thuật của màu cam và cũng làm cho Hội thảo diễn viên của Rede Globo. Chính trong hội thảo đã nhận được lời mời từ đạo diễn Luiz Fernando Carvalho để thử nghiệm cho cuốn tiểu thuyết O Rei do Gado.
Năm 1999, Vlasak tỏa sáng trên màn ảnh nhỏ để được vinh danh nhân vật phản diện đầu tiên trong tiểu thuyết Força de um Desejo. Trong cốt truyện, cô nàng Alice Ventura sống hoàn hảo, con gái của Higino Ventura vô đạo đức đã làm lóa mắt Barbara Ventura, người mơ ước trở thành một quý tộc. Nuôi dưỡng niềm đam mê mãnh liệt của Inácio Sobral, nhưng cô chỉ có cảm tình đối với cựu cận thần Ester Delamare. Trong một nỗ lực để bắt giữ anh ta, cô đã mang thai và Abelardo nói rằng đứa trẻ là chồng cô. Chỉ có điều anh không ngờ là phát hiện ra Abelard, thực ra là anh trai của mình.